# Victoria de Las Tunas
Victoria de las Tunas là thành phố ở đông trung bộ Cuba. Đây là tỉnh lỵ tỉnh Las Tunas.
Đô thị này được chia thành các phường (barrio) Primero, Segundo, Antonio Machado, Arenas, Caisimú, Cauto del Paso, Cuaba, Curana, Dumañuecos, Ojo de Agua, Oriente, Palmarito, Playuelas và San José de la Plata.
Thành phố Victoria de las Tunas nằm dọc theo xa lộ Carretera Central (highway), giữa các thành phố Camagüey, Holguín và Bayamo.

## Thông tin nhân khẩu
Năm 2004, đô thị Victoria de Las Tunas có dân số 187.438 người. Diện tích là 891 km² (344 mi²), với mật độ dân số là 210,4người/km² (544,9người/sq mi).